# 石松千恵美
石松 千恵美（いしまつ ちえみ、1979年5月5日 - ）は、日本の女性声優。賢プロダクション所属。東京都出身。

## 略歴
元々人見知りで暗い性格であり、本人曰く「毎年、五月病にしっかりなってたタイプ」。
幼い頃からアニメを見ており、こういう仕事があると気付いて小学校からなりたいと思っていた。元々声が声優に向いている、向いてないといったは考えたことが無く「特徴のない声はないんじゃないか」と思っていたくらいだった。
高校時代は演劇をしようと進学したが、演劇部が無く3年間ソフトボール部に所属。
「やりたい！やってみたい！」という気持ちが強かったため、悩んだことはなく専門学校に入学してから演技の勉強を始める。スクールデュオ2期生。その後、賢プロダクションに所属する。

## 人物
特技はイラスト、料理、ソフトボール。趣味は料理、ダーツ。

## 出演
太字はメインキャラクター。

### テレビアニメ
2003年
- ウルトラマニアック（さとみ）
- 君が望む永遠（女A）
- DEAR BOYS（いずみ）
- 人間交差点（若い女優）

2004年
- 花右京メイド隊 La Verite（メイドA）
- ビューティフル ジョー（ブラッディ・レイチェル）
- 美鳥の日々（女A）
- 焼きたて!!ジャぱん（子供）

2005年
- IZUMO -猛き剣の閃記-（逢須芹）
- こてんこてんこ（女王様 他）

2006年
- クレヨンしんちゃん（女性店員）
- ケモノヅメ（女）
- 砂沙美 魔法少女クラブ（女子B、会場アナウンス）
- まじめにふまじめ かいけつゾロリ（カバの赤ちゃん）
- 無敵看板娘（少女、タケル）

2007年
- 風の少女エミリー（ジェニー）
- 風のスティグマ（メイド、神凪の女、少年、女子生徒、杉野美恵）
- ゼロの使い魔 シリーズ（2007年 - 2012年、ミシェル、女子生徒A〈エーコ〉）- 3シリーズ
- 天保異聞 妖奇士（娘）
- 東京魔人學園剣風帖 龖（怨毛鬼、日直）
- もっけ（深田麻美）
- ロミオ×ジュリエット（婦人）

2009年
- 青い花（杉本恭己）

2010年
- 刀語（側近A）
- ダンス イン ザ ヴァンパイアバンド（女子高生B）

2011年
- ダンボール戦機（生徒）

2012年
- 恋と選挙とチョコレート（東雲葉月）

2013年
- ポケットモンスター XY（2013年 - 2016年、ジュンサー）- 2シリーズ

2015年
- 探偵歌劇 ミルキィホームズ TD（ノワール）

2017年
- SUPER LOVERS 2（夏生の母）

2021年
- 新幹線変形ロボ シンカリオンZ（2021年 - 2022年、新多トキ）

### OVA
- とらいあんぐるハート 〜Sweet Song Forever〜（2002年、エリス・マクガーレン）
- エイケン エイケンヴより愛をこめて（2003年、顧問の先生[8]）
- ふたりのジョー（2003年、黒木）

### ゲーム
2002年
- Thread Colors〜さよならの向こう側〜（草薙つばさ）

2003年
- エイケン for PC 〜めくるめく電算室 エイケン仕立て〜（顧問の先生）

2004年
- 幻想水滸伝IV（ジュエル）
- DearS（佐倉尚美）

2005年
- この晴れた空の下で（緋川双葉）
- ビューティフルジョー バトルカーニバル（ブラッディ・レイチェル）
- プリンセスコンチェルト（アーゴラス）
- Rhapsodia（ジュエル）

2007年
- 十次元立方体サイファー 〜ゲーム・オブ・サバイバル〜（琴風ゆみ）

2008年
- クレプシドラ 〜光と影の十字架〜（ユディト）
- 桃色大戦ぱいろん（土御門桔梗）

2011年
- ファイナルファンタジー零式（コノハ）

2012年
- 倭人異聞録〜あさき、ゆめみし〜（久那冴子）
- ガールズRPG シンデレライフ（モニカ）
- 恋と選挙とチョコレート PORTABLE（東雲葉月）

2013年
- ライトニング リターンズ ファイナルファンタジーXIII

2017年
- 三國志レギオン（呂玲綺）

### ドラマCD
- とらいあんぐるハート'S Sound StageX（2003年、エリス・マクガーレン）
- IZUMO2 猛き剣の閃記 キャラクターソング＆ドラマCD Vol.1 八岐猛＆逢須芹（2005年、逢須芹）
- TVアニメ『恋と選挙とチョコレート』オリジナルドラマCD「消えた大島棒を探せ!?」（2012年、東雲葉月） 
  - 恋と選挙とチョコレート&いますぐお兄ちゃんに妹だっていいたい!（東雲葉月）

### BLCD
- YELLOW（女）
- SASRA 4（菊乃）
- フリークス（女子高校生）
- LOVE SEEKER ラブ シーカー（サオリ）
- 二重螺旋3 攣哀感情（女子生徒）
- みかみハラスメント（美早）
- やさしい竜の殺し方2（タイゲタ〈ハーピー〉）

### 吹き替え

#### 映画
- アドベンチャーランドへようこそ（ポーレット〈クリステン・ウィグ〉）
- ウェルカム!ヘヴン（ピリ〈エレナ・アナヤ〉）
- オズ はじまりの戦い（メイ〈アビゲイル・スペンサー〉）
- GOAL! STEP2 ヨーロッパ・チャンピオンへの挑戦
- コーストガード/海岸線
- サニー 永遠の仲間たち（イ・サンミン〈チョン・ウヒ〉）
- ネバー・サレンダー 肉弾凶器 ※テレビ東京版
- ファム・ファタール
- 陽だまりのイレブン ※DVD版
- ホテル・ルワンダ ※DVD版
- ワンス・アポン・ア・タイム・イン・チャイナ 辛亥革命 ※ビデオ版

#### ドラマ
- アンダー・ザ・ドーム（ノリー・カルバート＝ヒル〈マッケンジー・リンツ〉）
- エージェント・オブ・シールド（ハインズ博士〈シャノン・ルシオ〉）
- NCIS:LA 〜極秘潜入捜査班 シーズン2（シャリ）
- 大風水（パニャ〈イ・ヨンジ〉）
- カイルXY（アンディ・ジェンセン〈マグダ・アパノヴィッチ〉）
- GO!GO!ジェット #13
- コールドケース 迷宮事件簿 シーズン3 #13
- スーパーナチュラル シーズン9（ミンディー〈エミリー・マディソン〉）
- タッチング・イーブル〜闇を追う捜査官〜
- 新Dr.マーク・スローン
- 私はケイトリン シーズン2 #9
- ハイスクール・ウルフ（女子生徒、女子 他）
- 品行ゼロ インターナショナル・ヴァージョン
- BONES シーズン9（ビアンカ・シルバ）

#### アニメ
- ガーディアンズ 伝説の勇者たち（トゥース〈アイラ・フィッシャー〉）
- ジミー・ニュートロン 僕は天才発明家!

### ラジオ
- ヒロチエ!!ラジオアニメイト ラジアニSTATION（2000年4月 - 2002年3月） - パーソナリティ
- 青い花 〜Sweet Blue Radio〜（第9、10回） - ゲスト
- 恋と選挙とチョコレート ラジオ 緒方恵美のショッケン乱YO!!（第13回） - ゲスト

### ボイスオーバー
- アニマルプラネット・サファリ
- サイエンスミステリー
- マーサ・スチュワート・リビング

### 舞台
- あなたとX'mas 〜賢プロおもちゃ箱 Part2〜（2004年）

### その他コンテンツ
- 携帯電話FOMA用アニメーション（カッパラポリス、ガ太郎）

## ディスコグラフィ

### キャラクターソング
| 発売日         | 商品名                                                                | 歌                       | 楽曲                   | 備考                                       |
| -------------- | --------------------------------------------------------------------- | ------------------------ | ---------------------- | ------------------------------------------ |
| 2003年3月26日  | エイケン 萌える音楽室                                                 | 顧問の先生（石松千恵美） | 「ヒマワリになりたい」 | ラジオドラマ『エイケン』関連曲             |
| 2005年10月28日 | IZUMO2 猛き剣の閃記 キャラクターソング＆ドラマCD Vol.1 八岐猛＆逢須芹 | 逢須芹（石松千恵美）     | 「Heaven」             | テレビアニメ『IZUMO -猛き剣の閃記-』関連曲 |